# Великі десантні кораблі проєкту 1174
Великі десантні кораблі проєкту 1174 «Носоріг» - англ. Ivan Rogov class — за кодифікацією НАТО — серія колишніх радянських великих десантних кораблів (БДК) 1-го рангу ближньої та далекої морської зони, що призначалися для висадки морських десантів на необладнаному узбережжі та перекидання морем військ та вантажів.
Головний корабель мав назву «Іван Рогов».

## Історія розробки
Тактико-технічне завдання проєктування великого десантного корабля проєкту 1174 «Носоріг» видано у вересні 1964 року. Як і в БДК проєкту 1171, у новому проєкті на вимогу Головкому ВМФ СРСР адмірала С. р. Горшкова було закладено вимогу безпосередньої висадки десанту на уріз води.

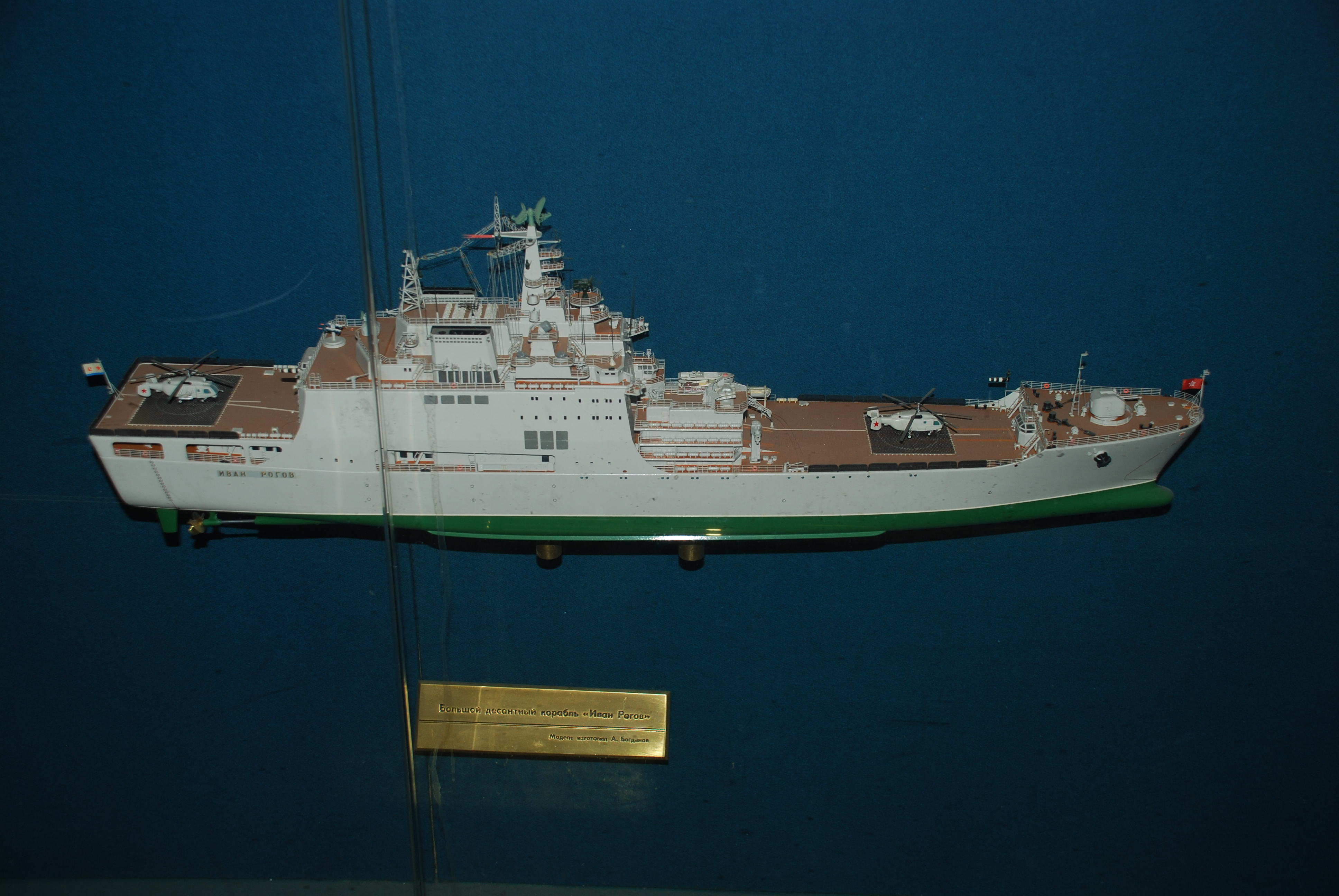
Модель з музею крейсера «Аврора» Автор моделі — А. Богданов

Розробкою займалося Невське проєктно-конструкторське бюро. Головним конструктором був призначений П. П. Мілованов, а головним спостерігачем від ВМФ — капітан 2 рангу А. В. Бехтерєв. У процесі проєктування з'явилися відомості про програму будівництва в США УДК типу «Тарава». Тому за вказівкою Головкому до проєкту вносилися зміни. З'явилася докова камера та було збільшено склад авіагрупи. Ці зміни призвели до створення оригінального універсального десантного корабля при порівняно невеликій водотоннажності. У розробці корабля брали участь ЦНДІ імені академіка А. Н. Крилова, Перший ЦНДІ МО СРСР та інші організації. У жовтні 1965 року було затверджено ескізний проєкт. А в травні 1968 був затверджений технічний проєкт.
Через постійну зміну проєкту головний БДК проєкту 1174 «Іван Рогов» був побудований на ССЗ "Янтар " у місті Калінінград лише у 1978 році, через 14 років після видачі ТТЗ.
В остаточному варіанті новий БДК міг висаджувати десант за допомогою носового висаджувального пристрою на необладнане узбережжя або воду. Вихід на воду бойової техніки чи морських піхотинців на десантних катерах здійснювався з докової камери за допомогою кормового висаджувального пристрою. За допомогою носової сходні БДК був здатний виконувати висадку на 17 % узбережжя, а за допомогою катерів — до 40 %. Також висадка могла здійснюватися чотирма гелікоптерами типу Ка-29 (кожний може нести до 16 десантників) у будь-якому місці.

## Конструкція
БДК проєкту 1174 мають напівбак і розвинену кормову надбудову. Через це вони мають досить громіздкий вигляд. Необхідність наявності великогабаритної надбудови викликана використанням як прототип корпусу БДК проєкту 1171 і необхідністю розміщувати нові об'єми, викликані змінами проєкту, в надбудові.
Повна водотоннажність — 14 060 тонн. Дальність плавання на 18 вузлах за нормального запасу палива становить 4000 миль. При максимальному запасі палива — 7500 миль. Автономність корабля за запасами провізії становить 15 діб під час перевезення 500 десантників і 30 діб під час перевезення 250. Корабель також оснащений системами прийому рідких та твердих вантажів у морі.
Силова установка
Головна енергетична установка розміщена ешелонно у двох бортових відсіках та складається з двох газотурбінних установок потужністю по 18000 л. с., що працюють на два гребні гвинти. Допоміжні механізми розташовуються між газотурбінними агрегатами під стапель-палубою. Для живлення бортової електромережі розміщено шість дизель-генераторів потужністю 500 кВт. Максимальна швидкість ходу 20 вузлів. Використання ГТУ зажадало вирішити проблему агрегатної заміни двигунів, проте через невдалу загальну компоновку корабля це питання до кінця так і не було вирішено .

## Десантні можливості

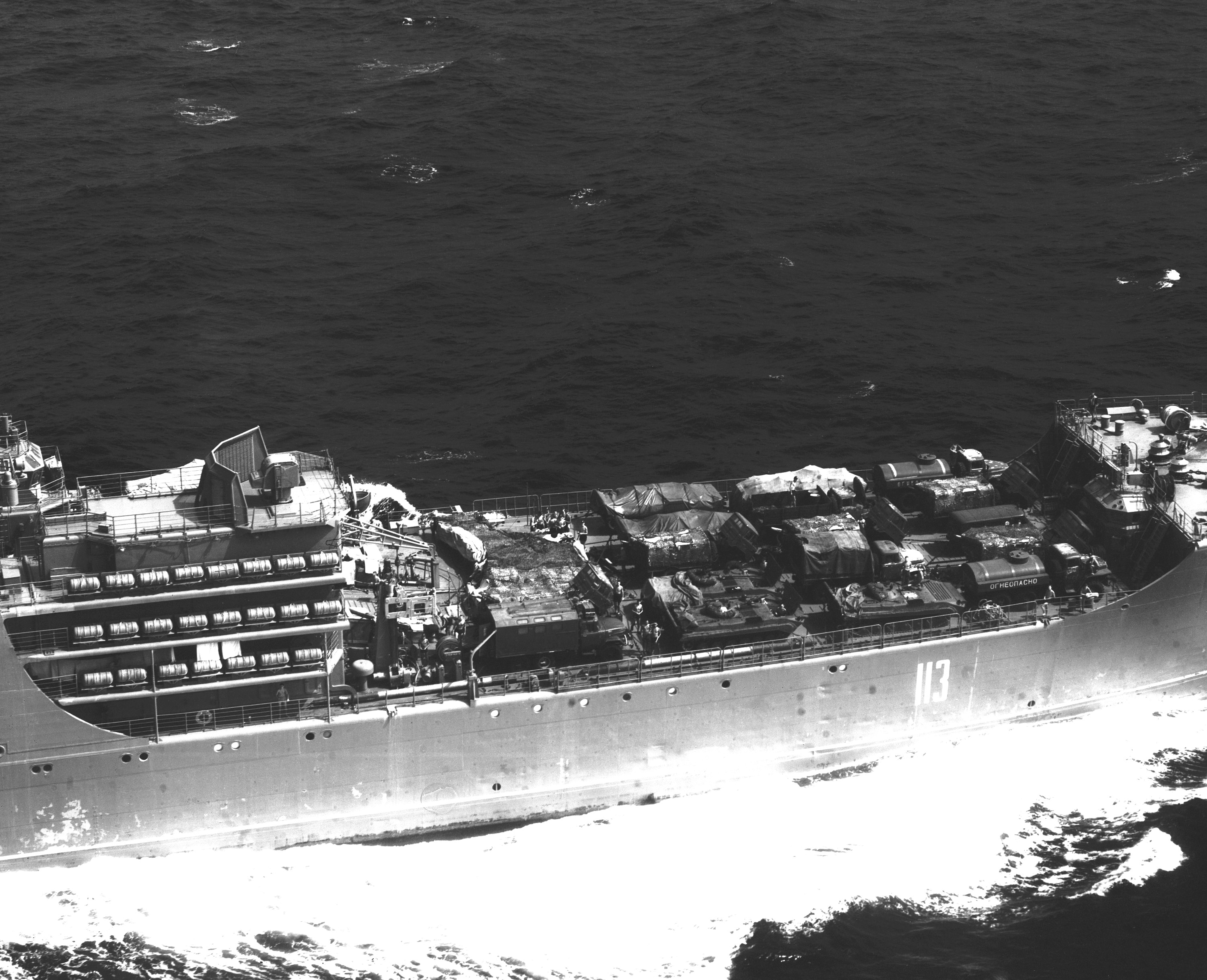
Бронетехніка на борту БДК

У носовій частині розташований танковий трюм довжиною 54 м, шириною 12 м і висотою близько 5 м. У кормовій частині розташована докова камера довжиною 75 м, шириною 12 м та висотою близько 10 м. Різниця по висоті між двома цими палубами становить один твіндек .
У транці є герметичний відкидний лацпорт, який в опущеному положенні служить для навантаження техніки з пірсу при швартуванні кормою . Лацпорт використовується також для прийому та вивантаження плавзасобів у докову камеру. Техніка переміщається по кораблю за допомогою трьох подібних до гідравлічних приводів . Одна сходня розташована між доковою камерою та танковим трюмом і одночасно у піднятому положенні служить переборкою між двома цими приміщеннями. Ще дві сходні розташовані між верхньою та танковою палубами .
Носовий висадний пристрій складається з розсувних носових воріт та висувної сходні завдовжки 32 метри. У похідному положенні сходня знаходиться під верхньою палубою та висувається за допомогою гідравлічного приводу. У танковий трюм і докову камеру за відсутності в ній плавзасобів може прийматися до 50 танків ПТ-76 або 80 БТР і БМП або до 120 машин. Техніка може бути завантажена у будь-яких поєднаннях. Особовий склад десанту кількістю до 500 чоловік може розміщуватися в кількох кубриках та 4-місних офіцерських каютах .

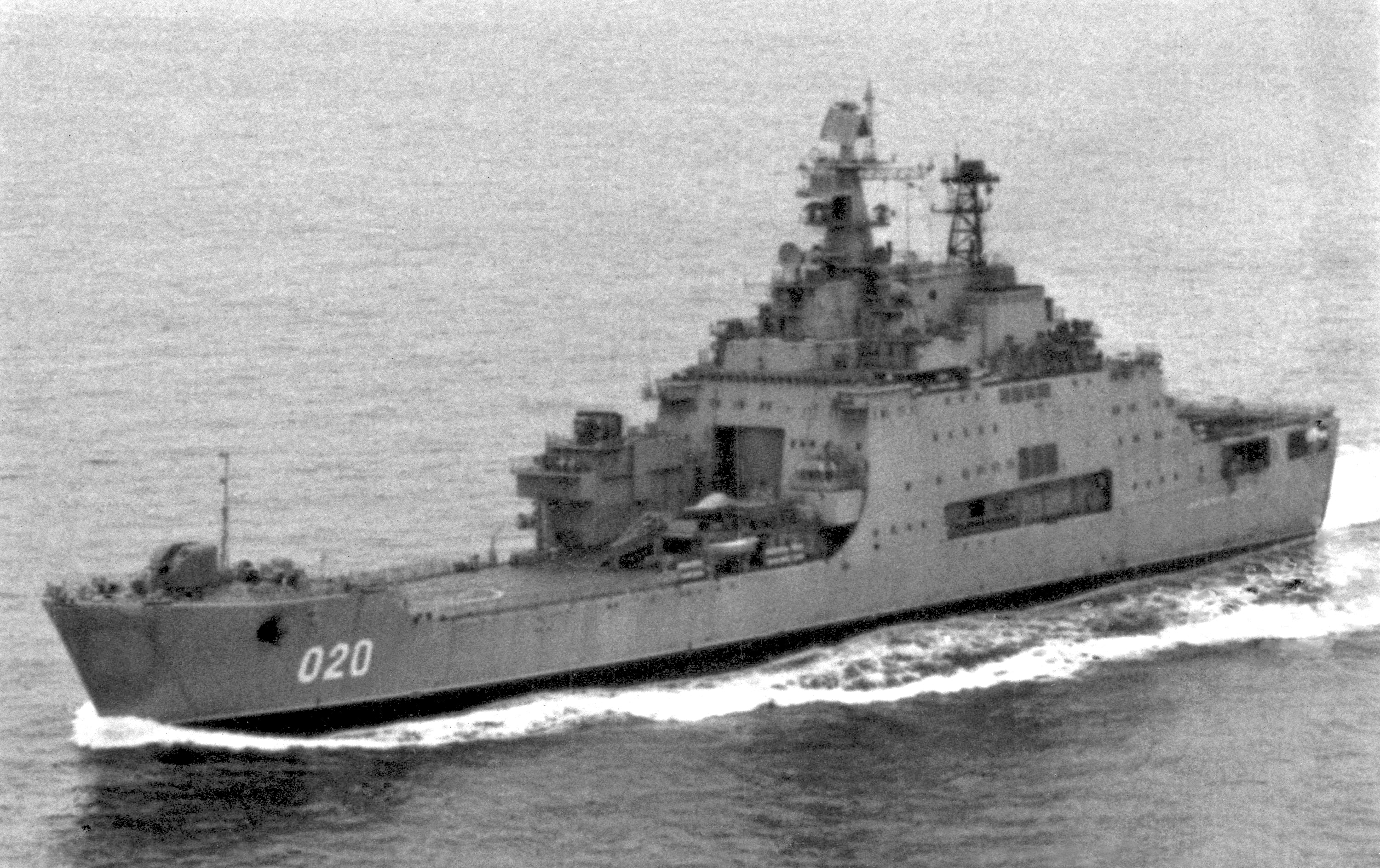
БДК «Митрофан Москаленко», 1994 рік

Для вивантаження неплаваючої техніки в докову камеру можна прийняти десантні катери. У докову камеру вміщується до шести катерів проєкту 1785 (швидкість ходу 7,5 вузлів) або катерів проєкту 1176 (10 вузлів). Замість них у докову камеру можуть поміщатися три десантні катери на повітряній подушці проєкту 1206 (до 50 вузлів) або десантні катери на повітряній каверні проєкту 11770 «Серна».

## Озброєння
Артилерійське озброєння включає одну 76-мм артустановку АК-726 з РЛС управління «Турель» та чотири шестиствольні 30-мм автоматичні гармати АК-630 з РЛС управління «Вимпел». На кораблі розміщено двобалкову пускову установку (ПУ) ЗРК " Оса-М " з боєзапасом 20 ракет. Є чотири зчетверених ПУ (колонки МТ-4) для ПЗРК . Для вогневої підтримки десанту використовується одна установка РСЗВ А-215 «Град-М» .

## Склад серії
| Назва               | Зав. № | Закладено | Спуск на воду | Введення до ладу | Флот | Поточний статус |
| ------------------- | ------ | --------- | ------------- | ---------------- | ---- | --- |
| Іван Рогов          | 101    | 09.1973   | 31.05.1977    | 15.06.1978       | ТОФ  | Списаний в 1996 . Розібраний на метал у сухому доку «Дальзаводу» у 2004 році.                                                                                                 |
| Олександр Ніколаєв  | 102    | 03.1976   | осінь 1982    | 30.12.1982       | ТОФ  | З 1997 року у резерві . Виведений за штат у 2006 році. Опрацьовувалося питання відновлення та повернення до бойового складу, але у 2016 році оголошено утилізаційний тендер . |
| Митрофан Москаленко | 103    | 05.1984   | 1988          | 23.09.1990       | ПФ   | Списаний у 2006 Весною 2019 року відправлений на утилізацію . |